# Bozier

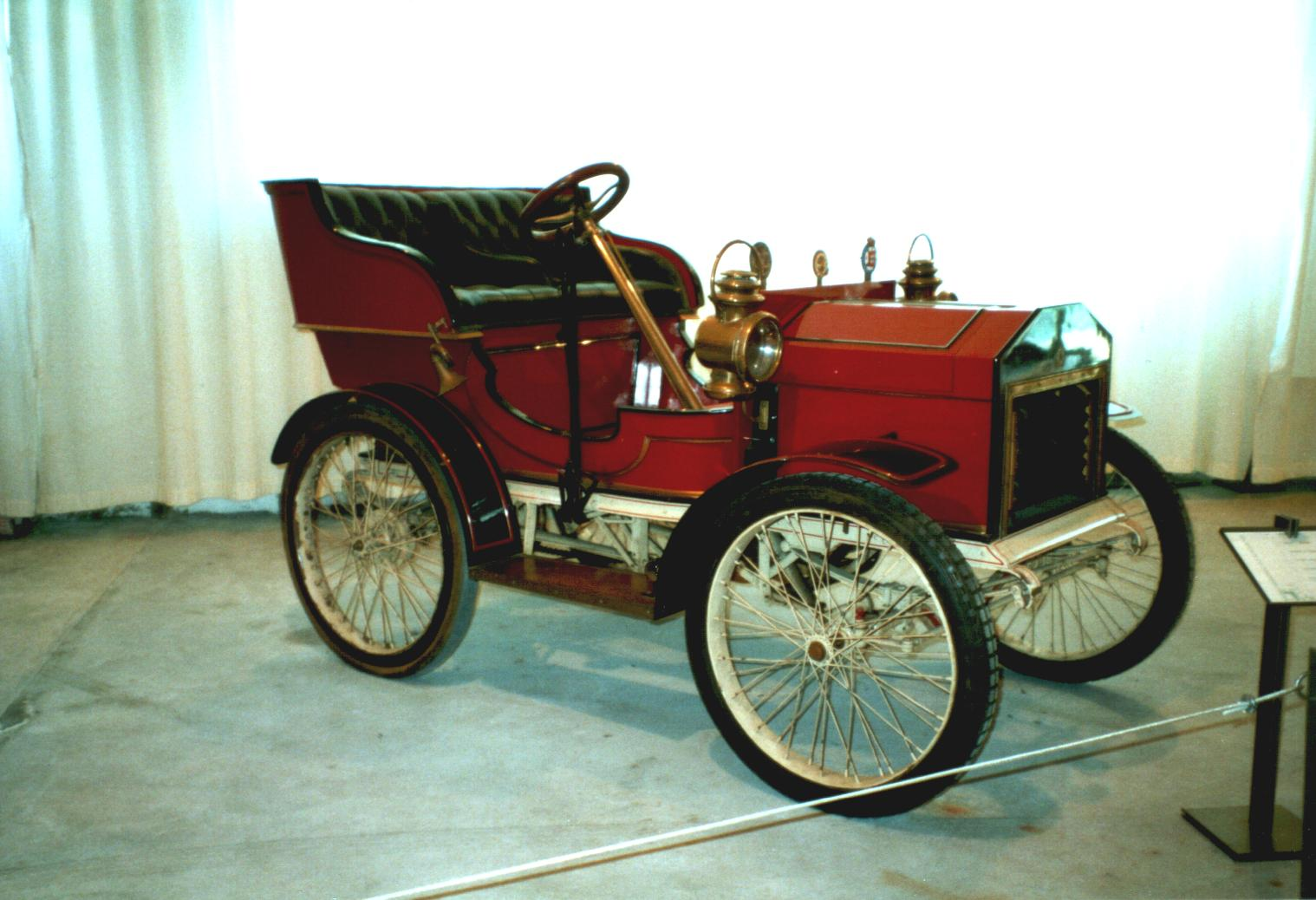
Bozier von 1903

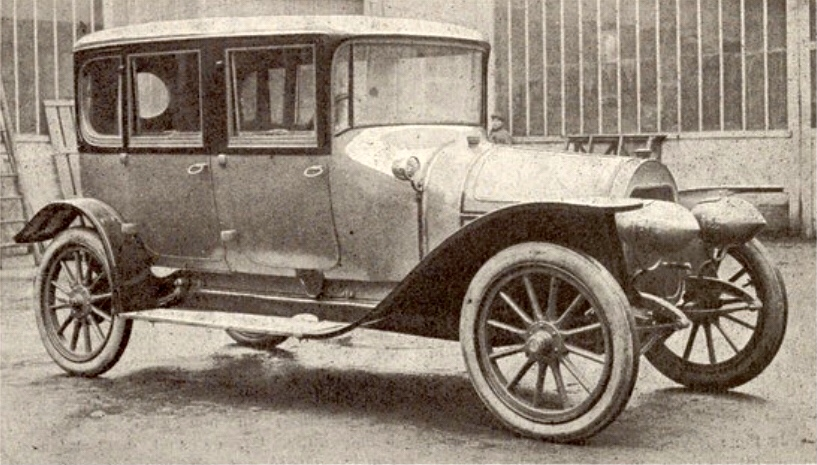
Bozier von 1913

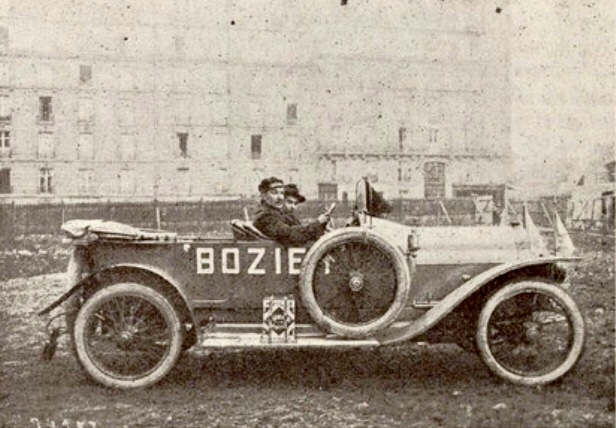
Bozier Teilnehmerfahrzeug an der Tour de France von 1913

Voiturettes Bozier (Société des Automobiles Bozier nach einer anderen Quelle) war ein französischer Hersteller von Automobilen.

## Unternehmensgeschichte
Das Unternehmen wurde 1898 in Neuilly-sur-Seine zur Produktion von Dreirädern, Getrieben und anderen Automobilzubehör gegründet. 1901 erfolgte der Umzug nach Puteaux. Im gleichen Jahr begann der Bau von Automobilen. 1920 endete die Produktion.

## Fahrzeuge
Die ersten Modelle waren Dreiräder. Darauf folgten Elektroautos. Erst 1906 kam das erste vierrädrige Fahrzeug mit Benzinmotor heraus. Dies war der Kleinwagen 4 ½ CV mit einem Einzylindermotor von De Dion-Bouton mit 344 cm³ Hubraum. Das Dreiganggetriebe entstammte der eigenen Fertigung. Die Motorleistung wurde mittels einer Kardanwelle an die Hinterachse übertragen. Daneben gab es ein Zweizylindermodell, ebenfalls mit einem Einbaumotor von De Dion-Bouton, und das Vierzylindermodell 24 CV. 1910 bestand das Angebot aus dem 24 CV sowie einem Zweizylindermodell mit 1300 cm³ Hubraum. 1910 gab es ein Einzylindermodell mit 763 cm³ Hubraum und ein Vierzylindermodell mit 1800 cm³ Hubraum. 1912 gab es vier verschiedene Vierzylindermodelle mit Hubräumen ab 1100 cm³, ab 1913 Vierzylindermodelle mit 1725 cm³ mit 65 mm Bohrung und 130 mm Hub, 2000 cm³, 2359 cm³ mit 76 mm Bohrung und 130 mm Hub, 2400 cm³ und 3600 cm³ Hubraum.
Ein Fahrzeug dieser Marke ist im Museu dos Transportes e Comunicações in Porto zu besichtigen.